# Marks Point
Der Marks Point ist eine felsige Landspitze im westantarktischen Marie-Byrd-Land. An der Amundsen-Küste erstreckt sie sich vom nördlichen Ende der Medina Peaks in östlicher Richtung in den Südrand des Ross-Schelfeises.
Die erste Sichtung erfolgte durch Teilnehmer der US-amerikanischen Byrd Antarctic Expedition (1928–1930). Das Advisory Committee on Antarctic Names benannte sie 1967 nach George R. Marks, Logistiker auf der McMurdo-Station im antarktischen Winter des Jahres 1962.